# Hippoporina purpurata
Hippoporina purpurata is een mosdiertjessoort uit de familie van de Bitectiporidae. De wetenschappelijke naam van de soort is voor het eerst geldig gepubliceerd in 1995 door Arakawa.